# Branche des services légaux
La Branche des services légaux (Legal Branch en anglais) est une branche des Forces armées canadiennes responsable des services juridiques. Les avocats militaires des Forces armées canadiennes doivent être membres d'un barreau d'une province ou d'un territoire.